# Thelema.6
Thelema.6 peti je studijski album poljskog sastava ekstremnog metala Behemoth. Objavljen je 23. rujna 2000.

## Glazbeni stil
Thelema.6 stilski se razlikuje od prethodnih Behemothovih glazbenih izdanja; označio je prijelaz iz black metala prvih uradaka prema tehničkom death metalu.

## Popis pjesama
Glazba: Nergal.
| 1.    | »Antichriatian Phenomenon«                             | Nergal                      | 4:41 |
| 2.    | »The Act of Rebellion«                                 | Nergal                      | 3:49 |
| 3.    | »Inflamed With Rage«                                   | Nergal                      | 3:14 |
| 4.    | »Παν Σάτυρος (Pan Satyros)«                            | Nergal, Krzysztof Azarewicz | 4:25 |
| 5.    | »Natural Born Philosopher«                             | Nergal                      | 4:00 |
| 6.    | »Christians to the Lions«                              | Nergal                      | 3:03 |
| 7.    | »Inauguration of Scorpio Dome«                         | Azarewicz                   | 3:07 |
| 8.    | »In The Garden of Dispersion«                          | Azarewicz                   | 3:32 |
| 9.    | »The Universe Illumination (Say 'Hello' to My Demons)« | Nergal                      | 3:33 |
| 10.   | »Vinvm Sabbati«                                        | Azarewicz                   | 3:26 |
| 11.   | »23 (The Youth Manifesto)«                             | Nergal                      | 4:01 |
| 40:45 |                                                        |                             |      |

## Zasluge
| Behemoth - Nergal – vokali, ritam gitara, glavna gitara, tekstovi (pjesme 1. – 6., 9., 11.), glazba, miks - Havoc – glavna gitara, ritam gitara, glazba (pjesma 8.) - Inferno – bubnjevi, miks Dodatni glazbenici - Novy – bas-gitara - Maciej Niedzielski – sintesajzer - Mr. Jashackh – samplovi | Ostalo osoblje - Arkadiusz Malczewski – inženjer zvuka, miks - Grzegorz Piwkowski – mastering - Krzysztof Azarewicz – tekstovi (pjesme 4., 7. – 8., 10.) - Tomasz Daniłowicz – omot - Krzysztof Sadowski – slike - Dominik Kulaszewicz – slike |